# Fuck You All!!!! Caput tuum in ano est
Fuck You All!!!! Caput tuum in ano est este al cincilea album de studio al trupei norvegiene de black metal, Carpathian Forest. Partea a doua a titlului este în latină și înseamnă „Capul tău este în anus”.

## Track listing
1. „Vi Åpner Porten Til Helvete...” – 6:36
2. „The Frostbitten Woodlands of Norway” – 4:58
3. „Start up the Incinerator (Here Comes Another Useless Fool)” – 5:12
4. „Submit to SATAN!!!” – 4:07
5. „Diabolism (The Seed and the Sower)” – 4:14
6. „Dypfryst / Dette Er Mitt Helvete” – 4:04
7. „Everyday I Must Suffer! (Featuring Nordavind)” – 4:17
8. „The First Cut Is the Deepest” – 4:45
9. „Evil Egocentrical Existencialism” – 3:47
10. „Shut Up, There is No Excuse to Live...” – 4:14

## Credits
- R. Nattefrost - voce, chitară, clape
- Anders Kobro - baterie
- Tchort - Chitară
- Vrangsinn - bas, clape, chitară, Voce Secundară
- Blood Perverter - chitară